# Robledo (Albacete)
Robledo er en by og kommune i det sydøstlige Spanien i provinsen Albacete. Den har et indbyggertal på 393 (2024) indbyggere.